# マイナンバーデータの誤登録
マイナンバーデータの誤登録（マイナンバーデータのごとうろく）は、マイナンバー（個人番号）にひも付く各種データの登録不備事案。行政機関等が持つ健康保険証情報を始めとした各種の個人情報に別人のマイナンバーを割り当ててしまい、いわゆる「ひも付け誤り」が生じたもの。2023年上期に相次いで判明し、日本において社会問題・政治問題化した。
なお以下の記載では、マイナ保険証で、保険証の情報とマイナンバーが紐づいているかのような記載があるが、保険証の情報はマイナンバーと紐づいておらず、マイナンバーカードのICチップ内の「利用者証明用電子証明書」と紐づいている。このため、マイナ保険証から保険証の情報を取り出すには「利用者証明用電子証明書」の暗証番号か、顔認証が必要となっている反面、マイナ保険証では、保険証の情報がマイナンバーと紐づいていないため、別人の保険証の情報と紐づく誤名寄せが発生することとなった。
同様に、以下の記載ではマイナンバーとの「紐づけ誤り」ではなく、マイナンバーカードのICチップ内の「利用者証明用電子証明書」との「紐づけ誤り」のような、マイナンバーカードの問題に起因するものも含まれていいる。

## 概要

### 契機
2023年4月、保険医療機関でオンライン資格確認が義務化され、マイナ保険証の利用者が増加した。そんな中、1名の被保険者が「医療機関でマイナ保険証を使用した際、別人の健康保険証情報が表示された」という事案が5月12日にテレビ朝日『報道ステーション』にて報じられた。同様の誤登録は2022年11月までに7,312件存在していたことも各メディアで大きく取り上げられた。この件数情報自体は2月17日に公開されていたものだったが、当時は取り上げられなかった。5月12日に具体的事案が発覚したこと、当人による問い合わせ時の行政機関の対応がたらい回しであったこと、誤登録をした保険者（中央建設国民健康保険組合）の対応が横柄であったことから注目を浴び、繰り返し報道される事となった。
次いで同年5月23日、福島県福島市のマイナポイント事業支援窓口において、公金受取口座の誤登録、5月25日にはマイナポイントの誤登録が判明（原因は #誤登録の原因、個別の経緯は #省庁・地方自治体等からの個別発表 を参照）。3月から発生していたコンビニ交付での住民票等の誤交付（富士通Japan製システムの設計不備）と合わせ、マイナンバー制度およびマイナンバーカードの信頼低下につながった。

### 政府の対応
公金受取口座とマイナポイントの登録不備は各自治体から連日発表され、全国規模の事象であったことが判明。健康保険証情報でも2023年5月19日に、地方職員共済組合兵庫県支部から1件の誤登録があったことを追加発表されるなど、いわゆる「誤登録問題」は止まる所を知らない状態となり、5月26日、松本剛明総務大臣、加藤勝信厚生労働大臣、河野太郎デジタル大臣の3大臣が一斉に陳謝した。
その後も誤登録事案は連日増え続け、6月13日、岸田文雄首相は記者会見の中で以下3点の基本方針を示した。
1. 関連するデータやシステムの総点検
2. 今後新たな誤り事案が生じないようにするための仕組みづくり
3. 国民の不安払拭のための丁寧な対応

6月21日、上記の基本方針に基づき、政府はデジタル庁を司令塔とする省庁横断の #マイナンバー情報総点検本部 を設立した。岸田首相は「コロナ対応並みの臨戦態勢」で取り組むよう指示した。
総点検と、それに伴う新たな誤登録事案の発表が続く中、8月4日、岸田首相は、マイナンバー制度／マイナンバーカードを主題とした記者会見を実施。コロナ禍における日本のデジタル化の遅れを振り返り、“デジタル敗戦を二度と繰り返してはならない” と訴えた。
12月12日、マイナンバー情報総点検本部の最終報告を実施。総点検とデータ修正は一旦の収束を見せた。

## 誤登録の原因
マイナンバーデータの誤登録は多岐に渡るが、その原因は以下の4種に分類される。

### 地方自治体、行政機関による誤登録
障害者手帳情報、住民税課税情報、労災年金、児童手当、障害者支援、生活保護、医療費助成に関しては、登録主体の地方自治体、あるいはその他の行政機関（労働基準監督署）による登録ミスである。
地方自治体のうち、市町村については住民基本台帳ネットワークシステムからマイナンバーを自動連携しており、その市町村の住民の内容であれば基本的に登録ミスは起き得ない。市町村で発生した登録ミスは、他の自治体から転出・転入手続をせず（住民票を移さず）に当該市町村の課税や介護対象となる、いわゆる「住登外者」で主に発生している。
都道府県は住民基本台帳ネットワークとの連動が無い。そのため、障害者手帳情報を始めとする都道府県が主管の事務において、多くの登録ミスが判明している。中には、登録時のExcelシートにおいて行がずれていた（宮崎県で2,336件）、登録プログラムのバグを見落としていた（長崎県で1,978件）など、初歩的なミスによって多数の誤登録を招いた事案も存在する。それらは個人情報保護委員会から対象自治体へ、行政指導が行われた。（#影響・反応等 を参照）

### 保険者による誤登録

#### ひも付け誤り
健康保険証情報に関しては、保険者（健康保険組合、共済組合等）による登録ミスである。健康保険組合や共済組合は、雇用主企業を通して被保険者の氏名・住所・マイナンバー等の情報を得るが、雇用主企業におけるマイナンバー情報の正しさの確認が不徹底であったり、そもそもマイナンバーを保険者へ伝えていない事などにより、多くの登録ミスが発生した。マイナンバーを得られない場合は保険者側でJ-LIS（地方公共団体情報システム機構）のシステムへ検索することになるが、その際に「氏名、住所、生年月日、性別」の4情報を用いた照会が徹底されず、同姓同名の人物等へのひも付け誤りが発生した。
国民健康保険、後期高齢者医療保険については、登録主体が市町村だった事もあり（市区町村のシステムは住民基本台帳ネットワークと自動連携する）、ひも付け誤りは発生していない。

#### ひも付け未完了
保険者（健康保険組合、共済組合等）が被保険者のマイナンバー情報を得られず、そもそもひも付け登録が未完了の事例が存在した。

#### 負担割合の誤登録
70歳以上の者は、所得によって医療費の自己負担割合が異なる。この負担割合の誤登録が存在した。国民健康保険等を運用する市町村による登録ミス。またマイナ保険証（オンライン資格確認システム）が表示する負担割合は正しいが、一部のレセプトコンピューターで、その情報を使用せず独自算定するものが存在した。これらはレセプトコンピューターのプログラムを改修する。

#### 健康保険証情報と住民票情報の相違
健康保険証情報と住民票に記載された情報の間で、相違が存在する場合がある。主に下記のケースが存在する。
- 漢字氏名 - “高”と“髙”、“斉”と“斎”など、いわゆる異字体が用いられているケース。
- 住所 - 住民票の住所を実家から移さず、健康保険組合へは居住地の住所を届けているケース。健康保険組合加入当初の住所のみ把握し、転居後の住所を組合が捉えていないケース。アパート・マンション名を省略して届け出たケース。

従来、健康保険組合には、住民票の記載内容を把握する義務は存在しなかった。2023年12月8日、厚生労働省令を改正し、健康保険組合は被保険者の住民票記載情報を確認するよう取り決められた。

### 年金事業者による誤登録
年金事業者では、地方職員共済組合を始め、いくつかの共済組合において誤登録があった。原因は上掲の保険者の誤登録と同様に、基本4情報（氏名、住所、生年月日、性別）による確認が不徹底であったもの。また労働者災害補償保険における遺族年金においても、いくつかの労働基準監督署で誤登録が発見された。いずれも被災者本人と遺族のマイナンバーを取り違えたもの。
日本年金機構については基本4情報（氏名は漢字とカナの双方）の使用、かつ人の手を介さないひも付けシステムを構築しており、ひも付け誤りは発生していない。

### 利用者による誤登録
公金受取口座、マイナポイントに関しては、利用者による登録ミスである。但し後掲のとおり、システム設計の不備とデジタル庁内のガバナンス不備も認められる。

#### 公金受取口座（他人への誤登録）
マイナポイント事業のため、市町村の窓口には住民が利用できる共用パソコンが設置されていた。ここで最初の利用者（A氏）が、自身のマイナンバーカードでマイナポータルへログインし、何らかの事情で登録完了前に途中離脱（ログアウトも未実施）。次の利用者（B氏）が、ログイン操作をせぬまま公金受取口座の情報を登録。結果として、B氏の公金受取口座情報がA氏のマイナンバー配下へひも付いてしまったもの。
デジタル庁および河野大臣は、当初は「自治体がマニュアルを遵守しなかった事による人為的なミス」との見解であったが、後にシステム設計の不備を認めた。6月23日、誤登録を防ぐシステム改修を完了。登録開始時に加え、登録完了時にもマイナンバーカードによる認証を行なうこととした。
本件（公金受取口座に本人と異なる名義の口座が登録されている事象）は2023年2月に国税庁からデジタル庁へ連絡を受けていた。6月6日、河野大臣は、庁内幹部へ情報共有がされていなかった事を陳謝した（前日6月5日の国会答弁では、5月下旬に初めて把握したと述べていた）。8月15日、河野大臣は、公金受取口座登録のシステム不備に関して、デジタル庁内の情報共有が不十分で初動に遅れがあったことへの処分として、自らの閣僚給与3ヶ月分を自主返納すると述べた。

#### 公金受取口座（家族名義口座）
主に子供のマイナンバーに対し、親が自身の名義の口座情報を登録したもの。利用者による意図的な操作である。これは違法であり、利用規約違反である。デジタル庁は、子供であっても本人名義の口座を登録するよう明示している。河野大臣は、実際の公金受給の際に振り込みが行なわれない可能性を挙げ、子供であっても本人名義の口座を作成し、登録するよう呼び掛けた。
一方で、この呼びかけに対し、乳幼児については本人名義の預貯金口座を開設することが事実上不可能なため、親名義（法定代理人名義）の口座登録の必要性を主張する人たちもいる。この記事で保護者名義による登録の要望を報じた東京新聞は、2020年5月には虐待被害などを救うため、世帯主単位ではなく子供であっても個人単位で給付することが望ましいとの記事を掲載している。（DV避難などの場合、住民票の世帯主が親権者（＝法定代理人）とは限らないことに問題であるので、東京新聞の記載が矛盾している訳ではない。）
別名義での登録をエラーとするようなシステムチェックは行なわれていない。これは戸籍や住民票など行政機関が持つ情報に氏名の振り仮名がなく、金融機関の口座名義人名（カタカナ）との照合はそもそも現状不可能であるためと分析されている。2023年6月2日成立・6月9日公布の「行政手続における特定の個人を識別するための番号の利用等に関する法律等の一部を改正する法律」の中で戸籍法・住民基本台帳法も改正し、「振り仮名」が記載事項に加わる事になっている。

#### マイナポイント
基本的には公金受取口座の他人への誤登録と同様に、市町村窓口の共用パソコンにおいて前者（A氏）がログアウトせぬまま離脱し、次の者（B氏）のポイント申請が「A氏による申請」と見なされた事象。他に、決済サービスIDの誤入力などが挙げられている。
本件は前掲の公金受取口座の誤登録と違い、システムデータの機械的な点検では誤りの検出が困難と見られる。総務省は自身での確認を呼びかけている。
マイナポイントの登録プログラムは、導入当初は、登録開始時と登録完了時にマイナンバーカードによる認証を行なう仕様であった。しかし操作が煩雑であるとの意見を受け、2022年6月に登録完了時の認証を不要とするシステム改修を行なっている。この改修はデジタル庁上層部までの承認があいまいな状態で適用されており、河野大臣はデジタル庁の組織改革を掲げた。6月7日、システムの再改修完了。

## マイナンバー情報総点検本部
2023年6月21日、政府はデジタル庁を司令塔とした省庁横断の「マイナンバー情報総点検本部」を設立。マイナンバーとひも付ける全29の項目について総点検を開始した。12月12日、原則として総点検終了（一部は継続）。

### 点検対象項目
総点検の対象は、マイナポータルで閲覧可能な以下の29項目
- 健康・医療 - 1) 健康保険証、2) 診療・薬剤、3) 医療費、4) 予防接種、5) 特定健診・後期高齢者健診、6) 検診（がんなどの検診結果）、7) 医療保険、8) 医療保険その他、9) 学校保健、10) 難病患者支援、11) 保険証の被保険者番号、12) 医療保険情報の提供状況
- 税・所得・口座 - 13) 税・所得、14) 医療費、15) 公金受取口座
- 年金 - 16) 年金、17) 年金その他
- 子ども・子育て - 18) 児童手当、19) ひとり親家庭、20) 母子保健、21) 教育・就学支援、22) 障害児支援・小児慢性特定疾病医療
- 世帯情報 - 23) 世帯情報
- 福祉・介護 - 24) 障害保険福祉、25) 生活保護、26) 中国残留邦人等支援、27) 介護・高齢者福祉
- 雇用保険・労災 - 28) 雇用保険、29) 労災補償

### 総点検の進行
総点検は、下記の方針で進められた。
1. 全てのひも付け機関に対し、現状のひも付け事務ルールの確認を求める（J-LIS照会の際にマイナンバーを用いているか、氏名・生年月日など少ない情報だけでひも付けていないか等）。7月中に実施[62]。
2. 上記で個別点検が必要と判断した機関は原則として秋までに個別点検を行ない、8月末に中間報告を行なう[63][64]（その後、岸田首相の指示により、中間報告は8月上旬へ繰り上げ[65]）。
3. 概ね月1回、進捗状況を公表の上、11月末を目処に点検を完了[66]。12月上旬に点検結果を取りまとめる[67]。

### 誤登録の規模
2023年12月12日、マイナンバー情報総点検の最終報告が発表され、誤登録の全体像が明らかになった。
点検対象件数：8,208万件。点検完了：8,206万件（99.9％）。誤り総数：8,351件（点検対象の0.01％）。総点検事業で判明した8,351件とは別に、健康保険証情報のひも付け誤り7,553件、労働基準監督署のひも付け誤り3件が合わせて発表され、総合計15,907件（約1.6万件）を中心に報道するメディアも存在した。いずれも、基本的に誤りデータは随時修正されている。河野太郎デジタル大臣は、誤登録の規模は「極めて少なかった」と評した。事業の意義として、地方自治体事務のデジタル化の必要性に対する意識の変化を挙げ、ゼロリスクではなく「ベネフィットとリスクをきちんと評価していくという社会」を目指すと述べた。
点検が必要となった自治体は、332自治体（全47都道府県と285の市区町村）と徳島県の鳴門労働基準監督署。他に健康保険組合1,313組合、共済年金7団体だった。
2024年1月16日、点検の完全完了後の結果を発表。誤り総数は44件増え、8,395件（点検対象の0.01％）となった。

### 再発防止策
マイナンバー情報総点検本部は、再発防止策として下記を示した。
1. 省令改正 - 各制度の申請時等にマイナンバーを明記するよう改正。2023年9月末までに改正完了。
2. 横断的なガイドライン - 申請受付時に申請者からマイナンバーを得ること、マイナンバーをシステム検索する際は基本4情報（氏名、生年月日、性別、住所）を用いること。
3. J-LIS照会のシステム改修 - J-LIS（地方公共団体情報システム機構）のシステムへマイナンバーを検索する際、2情報等、少ない情報の検索では応答しないよう改修する。
4. マイナンバー登録事務のデジタル化 - 将来的には人の手を介さず、マイナンバーカードから自動的にマイナンバーを取得・登録することを実現する。

#### 健康保険証情報関連の省令改正
2023年6月1日、誤登録の再発防止策として、厚生労働省は健康保険法施行規則他の関連省令を改正。保険者は被保険者からマイナンバーを必ず得ること、届出を受けてから5日以内にシステムへ登録することを義務化した。6月2日、厚生労働省は、医療機関向けの対応マニュアルを改定。患者の10割負担を回避する運用を示した。
7月10日、厚生労働省は、保険局長名での通知を発信。オンライン資格確認を行うことができない場合の対応を明示した。データの不備やシステム障害が起きた際も患者に対して10割負担を求めないルールを示した。
9月29日、厚生労働省は、健康保険組合が加入者の住民票上の住所の把握を必須化する方針を発表。12月8日省令改正施行。

#### その他厚生労働省所管の省令改正
9月29日、厚生年金保険法施行規則・国民年金法施行規則・健康保険法施行規則・船員保険法施行規則、生活保護法施行規則を改正、施行。

#### 総務省所管の省令改正
7月24日、総務省は、地方公務員共済組合における誤ひも付けの再発防止策として、資格取得届書や年金裁定請求書においてマイナンバーの記載徹底を図る省令改正案を公表。意見募集手続を開始した。9月29日、地方公務員等共済組合法施行規則、地方公務員等共済組合法施行規程の改正を公布・施行した。共済年金関連の届出の際に、マイナンバーの記載を義務化した。同9月29日、地方公務員災害補償法施行規則も改正、施行。

#### マイナンバー法改正
2024年3月5日、デジタル庁が特定個人情報の正確性の確保のための必要な支援を行う旨を規定する、マイナンバー法改正案を第213回国会へ提出した。

### マイナンバー情報総点検本部の経緯
- 2023年
  - 6月21日、第1回会議を実施[63]。8月末に中間報告を行なうことを決定。6月22日、総務省は「新型コロナウイルス感染症対策・デジタル化推進等地方連携推進本部」を開催。総務省として60名体制で地方自治体を支援し、照合作業などを加速させることとした[93]。6月30日、岸田首相は、総点検本部の中間報告期限を「8月上旬」へ前倒すよう指示した[94][95]。
  - 7月7日、厚生労働省の各部局から地方自治体へ、マイナポータルで閲覧可能な各分野のひも付け事務ルールについて、具体的な実態調査が指示された[96][97][98][99]。いずれも7月21日締切。7月12日には、こども家庭庁[100]、総務省[101][102][103]、文部科学省[104]の各省庁から地方自治体等へ、具体的な実態調査が指示された。いずれも7月25日締切[注 15]。
  - 8月8日、第2回会議を開催[66]。総点検状況の中間報告、再発防止策、信頼回復策（政策パッケージ）を示した[105]。今後、個別データの点検に本格着手。点検完了時期を「原則として11月末」と定めた。但し、河野太郎デジタル大臣は会議後の記者会見で、期限ありきでは無く、丁寧に点検することを優先すると述べた[106][107]。
  - 9月6日、デジタル庁は個別データ点検の対象となる自治体数を発表[108]。母数1,788自治体（都道府県47、市区町村1,741）のうち、332自治体が対象[109]。多くは、発行する自治体全てが点検対象となった障害者手帳3種（身体障害者手帳、精神障害者保健福祉手帳、療育手帳）に関するもの[110]。その他に、労災年金情報の誤登録があった徳島労働局鳴門労働基準監督署も労災年金について総点検を実施する[111]。
  - 10月6日、第3回会議を開催[67]。岸田首相は11月末までに個別データ点検を実施し（従来計画通り）、12月上旬に点検結果を取りまとめるよう指示した[112]。
  - 11月7日、地方公共団体情報システム機構 (J-LIS) が、自組織内で「J-LISマイナンバー情報総点検本部」を組成したと発表[113]。
  - 11月9日、第4回会議を開催[114]。計画通り11月末で点検を完了し、12月上旬に点検結果を取りまとめることを確認した[115]。また、将来的にマイナンバー登録事務を自動化する方針が示された[116]。
  - 12月12日、第5回会議を開催。最終報告を行なった[20][21]。
  - 12月28日、全ての点検作業の完了を報告[117][118]。
- 2024年
  - 1月16日、最終回となる第6回会議を書面開催[119][120]。

## 影響・反応等

### 個人情報保護委員会
誤登録問題に関して個人情報保護委員会は、公金受取口座、障害者手帳情報、健康保険証情報の3件について個人情報保護の観点から状況を精査。前2件について、関連する省庁と地方自治体へ行政指導を行なった。

#### 公金受取口座
2023年7月5日、個人情報保護委員会は第247回定期会議にて「マイナンバーカード等に係る各種事案に対する個人情報保護委員会の対応状況について」との取りまとめを行なった。左記の取りまとめ資料では、特に公金受取口座の誤登録に関し、デジタル庁への番号法に基づく立ち入り検査に言及した。7月19日、個人情報保護委員会は、デジタル庁への立ち入り検査を開始した。
9月20日、個人情報保護委員会は第254回定期会議を開催。公金受取口座誤登録事案に関し、デジタル庁と国税庁への行政指導を決定した。デジタル庁に対しては、システムにおける本人確認措置（マイナンバー法16条）が不十分、組織としての安全管理措置および事象発生時の報告体制（マイナンバー法12条、個人情報保護法66条・68条）に不備があったとして、マイナンバー法35条および個人情報保護法156条に基づく報告を10月31日までに提出するよう指示した。行政指導を受けたデジタル庁は、同9月20日「個人情報保護の更なる強化について」を公表し、プライバシーバイデザインを徹底すると表明した。9月22日、河野大臣は行政指導に対し反省の弁を述べた。10月31日、デジタル庁は個人情報保護委員会へ、行政指導内容の実施状況を報告した。

#### 障害者手帳情報
2023年12月6日、個人情報保護委員会は第263回定期会議を開催。障害者手帳情報の誤登録に関して、特に件数が多く組織的安全管理措置に不備があると認められた5自治体（静岡県、高知県、長崎県、宮崎県、鳥取市）に対して行政指導を行なった。

#### 健康保険証情報
2023年12月6日、個人情報保護委員会は第263回定期会議を開催。健康保険証情報の誤登録に関しては、既に再発防止策が講じられていることから指導は行わないこととした。

### 野党の動き
立憲民主党は2023年6月以降9月まで、14回に渡って党独自の「国対ヒアリング」を行ない、中央省庁の担当者を追及した。10月20日、第212回国会へ「保険証廃止延期法案」を提出した。同国会では採決には至らず継続審議。第213回国会も継続審議。第214回国会で衆議院解散が行なわれ廃案。2024年11月12日、第215回国会へ再提出した。同国会では継続審議。第216回国会も継続審議。

### 日本医師会
日本医師会は特に健康保険証情報の誤登録に関し、誤登録問題が広がった直後の2023年7月5日の時点では、不安払拭ができない場合は健康保険証廃止の延期要請もあり得るとの見解を示した。その後、8月4日の岸田首相の記者会見を経て、8月9日には不安払拭に向けて大きく前進していると評価。10月5日には、厚生労働省、三師会（日本医師会、日本歯科医師会、日本薬剤師会）、健康保険組合連合会が合同で『マイナ保険証、1度使ってみませんか』キャンペーンを開始した。

### 世論調査
マイナンバーデータの誤登録問題は、マイナンバー制度／マイナンバーカードの信頼のみならず、岸田政権自体にも影響を及ぼした。NHK世論調査では、岸田文雄のウクライナ訪問や第49回先進国首脳会議（G7広島サミット）への期待などによって内閣支持率が上昇傾向だった2023年5月までから一転、6月以降は支持率が下落した。これには誤登録問題が要因の一つになったとされる。
但し、世論調査の明細では、若年層と高齢世代に意識の差が見られる。2023年7月の調査では「マイナンバーの利用範囲を拡大すること」について若年層ほど賛同が多く、高齢世代は反対が多数となっていた。

### 報道

#### 新聞
読売新聞社説は、誤登録問題の発生初期は政府が不安払拭に務めるよう求めた。マイナンバー情報総点検の最終報告後は「不安が払拭されているとは言い難い」と評した。2023年の日本10大ニュースにおいて誤登録問題を20位に挙げた。
朝日新聞社説は、誤登録問題発生前からマイナンバー制度／マイナンバーカードの利用拡大に反対の立場である。誤登録問題発覚時、総点検開始時とも政府の対応に批判的である。
日本経済新聞社説は、誤登録問題発覚時に「マイナンバーカードの活用を止めるな」と表明。その後も「マイナ問題でデジタル改革を遅らせるな」、「保険証問題で医療DXを停滞させるな」と、マイナンバー制度／マイナンバーカードの利用推進を主張している。

#### テレビ
誤登録を含むマイナンバー制度／マイナンバーカード関連の諸問題はテレビでも大きく取り上げられ、2023年の年間テレビニュースランキングの時事部門で17位となった（エム・データ調べ）。

### マイナンバーカードの自主返納
誤登録の報道が加速する中で、“マイナンバーカードの自主返納” が一時話題となった。既にカードを取得した者が「マイナンバー制度を信用できない」等を理由として、自治体窓口へ自主的に返納するもの。
健康保険証を始めとした各種のひも付け情報は、マイナンバーカード自体に格納されているわけではない。また、各業務システムによる情報のひも付けは、マイナンバーカード所持の有無に関わらず、マイナンバー（個人番号）を持つ全ての住民に対して実施されている。従って、マイナンバーカードの自主返納は情報漏洩リスクの軽減に全く寄与せず、むしろ自身の情報をマイナポータル等で確認することも不能となる。
マイナンバーカードの廃止・失効手続きにおいて、いわゆる “自主返納” と特定できる区分は無く、自主返納の公式な件数は集計されていない。自主返納が増えているという報道に対し、2023年7月8日、河野デジタル大臣は、自主返納は「微々たる数」であり「あまり変なことに惑わされない方がいいと思います」と述べた。

## 省庁・地方自治体等からの個別発表
マイナンバー情報総点検本部が定義した29項目のうち、誤登録・ひも付け誤りについての個別発表は以下のとおり。

### 公金受取口座

#### 誤登録関連
- 2023年
  - 5月23日、福島県福島市他で、公金受取口座の登録支援において、ログアウトせずに登録手続きをした人がいたことで、別人の口座を登録されているケースが判明[9][10]。同日時点で福島市を含めた計6自治体11件で同様の事象が見つかっている[174]。デジタル庁は各自治体へ作業後のログアウト実施を周知徹底すると共に、これまでに行なわれた公金受取口座の登録内容を総点検する[175]。5月24日午前、政府は同事象が9自治体14件になったと発表[176][177]。5月25日17時時点で、デジタル庁は14自治体20件と発表[178][179][注 25][注 26]。6月2日、デジタル庁は1自治体1件の追加を発表[188]。計15自治体21件となった[注 27]。6月7日、河野太郎デジタル大臣は、全ての公金受取口座登録約5,400万件を検証し、誤登録である可能性が高いものが748件存在すると発表した[190][191][50]。これらは一両日中にマイナポータルから閲覧不可とし、6月中に郵送で当事者へ通知、口座情報変更手続きを案内する。その後、6月8日、大分県中津市が、公金受取口座に別人の口座を登録した事案を発表した[192][193]。6月12日、デジタル庁は大分県中津市を加え、自治体発表分を計16自治体22件へ更新した[194]。
  - 5月26日、香川県丸亀税務署にて、確定申告の際に届け出た還付金受取口座を公金受取口座として登録する対応の中で、同税務署の職員が同姓同名の別人の口座情報と取り違え、別人のマイナンバーとひも付けた[195][196][注 31]。
  - 5月27日、デジタル庁は、ここまでの一連の障害（1.公金受取口座の誤登録、2.健康保険証の情報の紐付け誤り、3.マイナポイントの誤紐付け、4.コンビニ交付サービス）に関するQ&Aおよび利用者自身で登録状況を確認する方法を公開した[197][198]。
  - 6月4日、公金受取口座に関して、家族等、別人名義による登録が多数存在することが報じられた[199]。親が子の手続きをする際に自身（親）名義の口座を登録したケースが多いと見られる。6月7日、河野大臣は、誤登録誤登録の可能性が高いものが748件、同一口座に複数名義が登録されているもの（多くは家族名義と見られる）が約13万件存在することを発表した[200][50][190][191]。これらはマイナポータル上で対象者へ通知し、9月末までに各自が訂正を行なうよう呼びかける。
  - 6月30日、デジタル庁は、公金受取口座誤登録のうち、別人名義が登録されていると見られる者（家族名義を除く）へ、修正登録を促す文書の郵送を開始した[201][202][203]。7月4日、河野太郎大臣は郵送開始直前の6月26日時点の情報として、誤登録が940件、家族名義と思われる登録（同一口座に複数名義が登録されているもの）が約14万件と発表した[204][205]。
  - 9月8日、河野太郎デジタル大臣は、6月30日に発表した公金受取口座の誤登録940件のうち現在までに二百数十件が修正され、家族名義と思われる登録14万件は2,500件強が修正されたと発表した[206]。誤登録分は、9月末までに修正されない場合はデジタル庁側にて登録を抹消することが検討されている[207]。9月19日、家族名義の修正実施は9月11日時点で約2,800件だった発表[208]。マイナポータルやメールにて対象者へ再度修正依頼の通知を発信することとした[209]。
  - 10月10日、河野太郎デジタル大臣は、公金受取口座の誤登録940件のうち、現在までに300件余りから変更等の申し出があったと発表[210]。返信の無い者に対して10月13日に改めて郵便で連絡し、それでも申し出が無い場合は11月中旬にデジタル庁が登録情報を抹消する[211][212]。11月14日、940件中、修正登録に応じなかった616件の登録を抹消した[213][214]。
  - 11月9日、マイナンバー情報総点検本部の第4回会議にて、新たに227件のひも付け誤りを発表。これは6月7日に表明した「漢字氏名とカナ氏名を照合する新たな検知モデル」[190][50]によって発見したもの[215]。公金受取口座の誤登録は、7月4日発表の940件と合わせ、計1,167件[216]。11月17日、デジタル庁は新たに検知した227件の対象者へ、変更手続きの案内を郵送した[213][217][214]。
  - 12月12日、マイナンバー情報総点検本部の第5回会議にて、新たに19件のひも付け誤りを発表。計1,186件[218]。
  - 12月22日、デジタル庁は、12月12日発表の19件の対象者へ、変更手続きの案内を郵送した[219][220]。家族名義登録に関して、家族名義口座を登録された者約13万8千人と登録口座の名義人約9万6千人の計約23万4千人に対し、12月27日から変更依頼を郵送した[221][222]。
- 2024年
  - 2月29日、前年11月9日に発表・11月17日に案内を送付し返信が無かった者に対し、再度案内を発送。4月上旬に登録抹消予定[223]。
  - 4月5日、前年12月22日に案内を送付し返信が無かった者に対し、再度案内を発送。5月上旬に登録抹消予定[224]。同じく家族名義登録に関して、前年12月27日に案内を送付し返信が無かった者に対し、再度案内を発送[225]。7月以降に登録抹消予定[226]。対象者は約12万5千人[227]。
  - 8月2日、前年12月22日および4月5日に案内を送付し返信が無かった者に対し、再度案内を発送。9月上旬頃に登録抹消予定[228][229]。対象者は約12万人弱[注 32]。
  - 8月2日、前年12月27日に案内を送付し返信が無かった者に対し、再度案内を発送。10月以降に登録抹消予定[230]。対象者は約7千人[注 32]。
  - 8月9日、前年11月17日に案内を送付し返信が無かった者に対し、再度案内を発送。9月上旬頃に登録抹消予定[231]。
  - 10月31日、8月2日に案内を送付し返信が無かった者に対し、再度案内を発送。11月下旬頃に登録抹消予定[232]

#### その他
- 2023年
  - 6月9日、神奈川県平塚市の福祉総務課は、昨今の公金受取口座の誤登録問題を鑑み、7月に実施予定の給付金[233][234]以降、当面の間、公金受取口座情報を使用しないこととした[235][236]。6月12日、横浜市健康福祉局と川崎市も公金受取口座情報を使用しない方向と報じられた[237]。6月16日、東京都台東区も公金受取口座情報を使用しないと報じられた[238]。
  - 6月22日、青森県平川市は、市の職員が、子の公金受取口座として母親名義の口座を登録していたと発表。当該職員が法を誤認識していた事によるもの[239]。
  - 7月14日、埼玉県所沢市が、後期高齢者医療制度における高額介護合算療養費の還付金57,516円（医療分15,689円、介護分41,827円）を同姓同名・同一生年月日の別人へ振り込んでしまったと発表[240][241]。市が両者のマイナンバーを取り違えてひも付けていたことが原因。還付を受ける本人の家族が公金受取口座への入金を希望したが、本人は公金受取口座は未登録であった。別人側は公金受取口座を登録していた。本人は市外の施設へ転居し元の自治体の保険制度に加入し続ける住所地特例の該当者であった。市内に居住しておらず市による住所確認が不十分であったとしている[242]。誤振込した別人も市外（千葉県）在住であった[243][244]。厚生労働省は7月14日付けで、全国の自治体に対して同様の事例が無いかを点検するよう指示した[245]。
  - 8月14日、兵庫県において、神戸市と、県内の中核市4つ（尼崎市、西宮市、明石市、姫路市）のうち姫路市以外の3市が、給付金業務で公金受取口座を使用していないことが報じられた[246]。
- 2025年
  - 4月16日、しんきん共同センターが、公金受取口座として登録されたものを無効と誤判定し、削除した[247][248]。対象は約2万件[249][250]。

### 健康保険証情報

#### ひも付け誤り
- 2021年2月、健康保険証とマイナンバーで、「氏名」などの本人の基本情報が一致しないものが、健康保険組合などで調査を始めた2020年10月からの5ヶ月で約3万件発見された。この影響で、マイナンバーカードを利用したマイナ保険証の運用が、当初予定の2021年3月から6ヶ月程度延期されることが決まった。「このまま本番に突入すれば最悪の場合、自分の特定健診データや薬剤情報などが他人の目に触れる恐れ」がこの時点で既に専門家から指摘されていた[251][252]。
- 2023年
  - 2月17日、デジタル庁主催の「マイナンバーカードと健康保険証の一体化に関する検討会」の第2回会議 に提出された「中間とりまとめ参考資料」P17[5]に、健康保険証情報とマイナンバーひも付けの誤登録が、2021年10月から2022年11月までの14カ月に全国で7,312件存在したと記載された。実際にこの誤登録されたマイナンバーカードが使用され、マイナポータル等から別人の処方・医療情報が閲覧される個人情報漏洩が5件確認されている。いずれも既に正しい情報に修正済み。そこには、「現在、保険者異動時にデータを登録する際には、全件、既存の資格情報（(1)生年月日、(2)カナ氏名）等に突合し、(1)・(2)いずれかの不一致を検知した場合には、保険者へ通知し、確認する仕組みを実施中」と記載されていた。
  - 4月14日、厚生労働省は保険者（国保・健保など）へ、再発防止策として、以下2点を徹底するよう通知を発信した[253]。
    1. 被保険者からマイナンバーを受領すること
    2. 「漢字氏名・カナ氏名・生年月日・性別・住所」の5項目が一致した場合のみ資格情報を登録すること

  - 5月12日、上掲の2月17日発表事案が一斉に報じられた[254][255][256]。2月に発表済みの内容が5月になって問題となったのは、生年月日と結婚前のカナ氏名が同一（結婚前の漢字氏名は異なる）だが、現在の氏名・住所・所属する健康保険組合が異なる別人を、中央建設国民健康保険組合が自身の組合加入者と誤認してマイナンバーに紐づけした事案が具体的に発覚し、メディアが大きく取り上げたため。厚生労働省は4月14日付け通知を強化し、省令を改正して、健康保険の資格取得届の提出時にマイナンバーの記載・申告を雇用主に対し義務化すると発表した[257]。
  - 5月15日、厚生労働省は、4月14日に誤登録防止の通知を発信していたことを改めて公表[258]。
  - 5月19日、地方職員共済組合兵庫県支部が1件の誤登録があったことを発表した[11][12][13]。中央建設国民健康保険組合と地方職員共済組合兵庫県支部はどちらも、加入者のマイナンバーが雇用主から申告されておらず、ひも付け作業の中で健康保険組合が地方公共団体情報システム機構（J-LIS）のシステムにマイナンバーを照会する過程で、誤入力や照会結果の誤認があったもの。
  - 6月13日、加藤勝信厚生労働大臣は、2022年12月から2023年5月22日までの健康保険証情報の誤登録が60件（累計7,372件）であったと公表した[258][259]。60件のうち、薬剤情報等が閲覧された事例は今回発表内で4件、前回発表の中で新たに1件存在した。総数が前回（14ヶ月間で7,312件）から大きく減ったのは、前回はその内7,114件が協会けんぽにおけるミスで今回はそれが無いことを挙げた。協会けんぽは事業主経由で加入者のマイナンバーを受領しているが、事業主においてその正確性がチェックされないまま協会けんぽへ連携されたことが大量のミスに繋がったとされる[23]。
  - 6月29日、厚生労働省は「オンライン資格確認利用推進本部」を設立。正確なデータ登録の徹底と医療現場でのマイナ保険証の円滑な運用を目指す「令和6年秋に向けたロードマップ」を示した。
  - 7月4日、加藤勝信厚生労働大臣は、保険者3,411団体に対する事務処理状況の確認結果を以下の通り発表した。下記の内、2)と3)の計1,303団体は7月末までに自団体内のデータ総点検を実施する[260][261]。
    1. 基本的な留意事項に沿った対応を行なっている - 2,108団体、約61.8％
    2. 基本的な留意事項に沿った対応を行なっていなかった - 293団体、約8.6％
    3. 基本的な留意事項に沿った事務処理を行なってきたが確認できない部分等もある - 1,010団体、約29.6％

  - 7月31日、秋田県秋田市が、市の国民健康保険に加入し、市外へ転居しても加入を継続する「住所地特例」の者のうち4名で、マイナンバーのひも付け誤りがあったと発表[262]。2015年度当時、カナ氏名や生年月日が同一だっただけでひも付け、住所や漢字氏名を確認していなかった[263]。
  - 8月8日、7月4日に述べた1,313団体（上掲から10団体増加）の加入者約1,570万件の総点検結果を発表。8月1日時点で1,515万件の点検を終え、1,069件（点検データの約0.007％）の新たな誤登録を確認した[264]。なお、この点検にあたり、J-LIS照会手数料（1回10円）が全加入者分で10億円を超えるのではとの報道があったが[265]、今回の総点検においては無料とすることを取り決めた[266]。
  - 10月6日、マイナンバー情報総点検本部の第3回会議にて、ひも付け誤りが総点検事業で1,109件、別途2021年10月から2023年9月29日までに7,435件の計8,544件になったことを発表した[267]。6月13日発表の7,372件と8月8日発表の1,069件の合計から、さらに103件増加した[268][269]。
  - 12月12日、マイナンバー情報総点検本部の第5回会議にて、ひも付け誤りが総点検事業で1,142件、別途2021年10月から2023年11月30日までに7,553件の計8,695件になったことを発表した[270][271]。

#### ひも付け未完了
- 2023年
  - 8月15日、全国健康保険協会（協会けんぽ）他、被用者保険において、健康保険証とマイナンバーのひも付けがされていない者が40万人以上いるのではないかと報じられた[272]。協会けんぽは7月21日に第123回全国健康保険協会運営委員会[273]を開催。そこで提示した「2022年度事業報告書[274]」内の重要業績評価指標（KPI）よると、加入者約3,945万人に対し、マイナンバーとのひも付け（KPI項目名：オンライン資格確認の円滑な実施）は99.0%であった。2023年3月末時点において1%の約40万人はひも付けが未完了であることが読み取れる。8月16日、メディアの取材に対し、協会けんぽは報道内容が事実であると回答[275][25]。同日、厚生労働省は実態調査のため、全国の健康保険組合、共済組合、国民健康保険組合へ通知を発信。ひも付けられていない者の件数などを報告するよう求めた[276][277][278]。8月18日、厚生労働省は、協会けんぽにおけるひも付け未完了が2023年7月末時点で約36万件だったと述べた[279]。
  - 8月24日、厚生労働省社会保障審議会医療保険部会の第166回会議にて上掲の健康保険組合等への調査結果を発表[280]。加入者約8,055万人のうち、約77万人がひも付け未完了であった[281]。保険者（健康保険組合等）からひも付け未完了者へ通知を出し、11月末までにひも付けを完了させる方針[282][283]。同内容は、同日の岸田首相記者会見でも述べられた[284]。9月7日開催の医療保険部会第167回会議にて、ひも付け未完了件数は71万件だったと訂正された[285][286]。
  - 12月12日、マイナンバー情報総点検本部の第5回会議にて、71万件中69万件について保険者から事業主へ対応を実施したと発表。69万件中、7万件は海外在住者（マイナンバーが無く、ひも付け不要）、33万件はひも付け登録完了、30万件は登録未完了[68]。
- 2024年
  - 7月25日、協会けんぽは第130回全国健康保険協会運営委員会[287]を開催。「2023年度事業報告書[288]」によると、加入者約3,955万人に対し、マイナンバーとのひも付け（KPI項目名：オンライン資格確認の円滑な実施）は99.6%であった。2024年3月末時点において0.4%の約15万人はひも付けが未完了であることが読み取れる。

#### 負担割合の誤登録
- 2023年
  - 7月13日、千葉県千葉市で、国民健康保険に加入する70歳男性1名に対する自己負担割合の誤登録が報じられた[289][290]。千葉市健康保険課において当初、仮の値として「2割」と登録。その後正しい負担割合「3割」を登録したが、当初のデータを削除する作業が未実施だった。
  - 9月29日、厚生労働省社会保障審議会医療保険部会の第168回会議にて、患者の自己負担割合が誤表示される事案について報告された[26]。
    - 負担割合誤表示の総数: 5,695件（全て訂正済み。患者に対しても正しい割合で請求・支払いが行われている）。内訳は下記のとおり
      1. 保険者における事務処理誤り: 4,017件（訂正時に訂正前の情報を無効化していない。負担割合変更時の発効期日の入力ミス等）
      2. システム仕様の問題: 1,678件（加入届の入力と所得情報の入力で月をまたぐ際に正しい負担割合が算定されない等）

  - 12月12日、マイナンバー情報総点検本部の第5回会議にて、負担割合の誤表示15,879件を追加発表[68]。9月29日発表分と合わせ、計21,574件。

#### 健康保険証情報と住民票情報の相違
- 2023年
  - 8月8日、「マイナンバー制度及びマイナンバーカードに関する政策パッケージ」[291]において、マイナ保険証の不安払拭に向けた取組みとして、登録済みデータ全体を対象にJ-LIS照会し、住民基本台帳との突合を行なうと表明。
  - 9月7日、厚生労働省社会保障審議会医療保険部会第167回会議にて、全件突合の具体的方策を発表[285]。
  - 12月12日、マイナンバー情報総点検本部の第5回会議にて、全件突合状況を中間報告[68]。2024年春までに確認を終える計画[292]。
    1. 生年月日・性別不一致 - 2,779件。先行事例から、誤登録は3.6%程度（約100件）と見られる
    2. 氏名等不一致 - 139万件。先行事例から、誤登録は0.025%程度（約350件）と見られる

  - 12月25日、氏名等不一致139万件中、51.5万件の確認を完了。71件の誤登録を検知[293]。残り87万件強[294]。
- 2024年
  - 4月25日、住民票情報との突合完了。誤登録は545件であった[295]。2023年12月12日発表の、保険者による累計ひも付け誤り8,695件と合わせ、計9,240件と報じられた[296]。重複を除くと9,223件[297]。
  - 5月15日、4月25日発表の545件を529件へ訂正[298]。16件の減少。重複を除いた合計件数も9,223件から16件減少し、9,207件[299]。

### 年金記録
- 2023年
  - 6月10日、地方公務員向けの共済組合においてデータ入力ミスがあり、他人の年金記録が閲覧可能なケースが少なくとも約170件あったと報じられた[300]。厚生年金や国民年金を扱う日本年金機構では問題は確認されていない[301][302]。
  - 6月13日、松本剛明総務大臣は地方職員共済組合で1件、他人への誤登録があったと公表した[29][30]。これは北海道庁に勤務していた元職員からマイナンバーの提示が無く、地方職員共済組合が氏名・生年月日のみで地方公共団体情報システム機構（J-LIS）のシステムにマイナンバーを照会し、かつ氏名を旧姓で入力し、兵庫県の別人と取り違えたもの[31][29]。松本大臣は組合員からマイナンバーの徴求を徹底するよう総務省所管の各共済組合へ指示した。同じ6月13日、日本年金機構を所管する厚生労働省の加藤勝信大臣は、年金機構は全ての情報を人手を介さずシステムでひも付けておりミスは起き得ないと述べた[注 5]。同日、日本年金機構もひも付け誤りは無いことを公表[33]。また6月10日の「170件」の報道は、河野太郎デジタル大臣が6月13日の会見で否定した[303]。
  - 8月8日、全ての共済年金事業者を対象に点検し、結果を発表[266]。点検対象510万件のうち、118件（点検検対象の約0.002％）のひも付け誤りを確認した。地方公務員共済組合112件、国家公務員共済組合連合会6件、日本私立学校振興・共済事業団0件。共済年金関連のひも付け誤りは発端の1件（6月13日公表分）と合わせ、計119件。年金受給額に影響は無い。

### 障害者手帳情報
- 2023年
  - 6月20日、厚生労働省[304]と静岡県[305]は、身体障害者手帳とマイナンバーのひも付け誤りを62件確認したと発表。カナ氏名と生年月日のみでマイナンバーを検索し、同姓同名の別人にひも付けたものが47件、別人の手帳情報を登録したものが15件。静岡県は県民からの問い合わせを受け、5月10日にマイナポータルへの情報連携を停止し、調査を開始していた[306]。12月6日、ひも付け誤りは身体障害者手帳158件、療育手帳13件、精神障害者保健福祉手帳9件、計180件になったと発表[307][308][309]。2024年1月15日、マイナポータルへの情報連携を再開[310][311]。
  - 7月6日、鳥取県鳥取市は、精神障害者保健福祉手帳とマイナンバーのひも付け誤りを発表[312]。市はマイナポータルへの連携を一時停止した[313]。鳥取市は2018年4月1日に中核市となり、手帳交付業務が県から市へ移管された。県時代の手帳番号と市が交付した番号が重複していたこと、および発行主体の区分を登録出来ない仕様だったことが原因。同市の他、市が交付事務を行なっている近隣4町（岩美町、八頭町、智頭町、若桜町）の計約3千人が影響を受けている[314]。7月21日、深澤義彦市長は定例記者会見において誤登録の数が数百件規模になるとこと、他の障害者手帳（身体障害者手帳、療育手帳）に誤登録は無いことを述べた[315][316]。7月28日、ひも付け誤りは全体で485名だったと発表[317]。その内、現在も交付している者は432名[318]。マイナンバー、氏名その他個人が特定される情報の流出は無い。情報の誤りは既に修正済み（手帳番号のみの連携から、発行者番号と手帳番号の両方を使用した連携へ変更した）。マイナポータルへの連携は8月1日に再開する[319]。11月30日、10件のひも付け誤りを追加発表[320]。計492件。
  - 7月12日、宮崎県は、療育手帳とマイナンバーのひも付け誤りを発表。2022年10月にひも付けファイルを作成する際に操作を誤り、手帳番号と個人番号が1行ずれた形で一括登録を実施してしまった[321]。誤りに気付き再登録をしたが、前回分が残り二重登録状態となった（担当者は上書き更新される仕様だと誤認していた）[322]。宮崎県内の療育手帳交付人数は12,530人。そのうち個人番号とひも付け済みの8,279人のうち、誤登録は2,336人（二重登録2,328人、別人の手帳情報8人）。誤登録された側の個人番号や氏名はマイナポータルには表示されず、個人情報の流出は無い[323]。8月30日、身体障害者手帳と精神障害者保健福祉手帳の情報もマイナポータルで閲覧できないことを発表[324]。マイナポータルの仕様上、療育手帳のみの閲覧制限は出来ない仕組みであったもの。12月22日、身体障害者手帳7件、精神障害者保健福祉手帳7件、計14件を追加発表[325][326][327]。追加発表分のうち、身体障害者手帳2件（4名）は延岡市のもの[328]。
  - 7月26日、香川県は、身体障害者手帳とマイナンバーのひも付け誤りを発表[329]。2組計4名のマイナンバーを取り違えてひも付けた。どちらも県下の市町（善通寺市と三木町）の職員が誤った内容を県へ報告し、県もその内容を再チェックすることなく登録したもの。善通寺市の1組2名は同姓同名であった。マイナポータルで別人側の個人を特定する情報（マイナンバー・氏名等）は閲覧できず、個人情報の流出は無い[330]。
  - 7月26日、秋田県と湯沢市は、身体障害者手帳とマイナンバーのひも付け誤りを発表[331][332]。湯沢市から県へ誤った報告を行ない、県が3件の誤登録を行なった。情報は全て修正済み。個人情報の流出は無い[333]。11月9日、秋田県が、精神障害者保健福祉手帳とマイナンバーのひも付け誤り5件を発表[334][335][336]。12月12日、身体障害者手帳4件を追加発表[337][338]。計12件。
  - 8月1日、三重県は、2018年10月以降に身体障害者手帳の情報を更新した73人分の内容を、最大で約5年間マイナポータルへ連携していなかったと発表[339][340]。ひも付け誤りは無い。7月21日、マイナポータルへの連携再開[341]。12月12日、身体障害者手帳13件、療育手帳1件、精神障害者保健福祉手帳11件、計25件のひも付け誤りを発表[342][343][344]｡
  - 8月4日、高知県は、2018年度から身体障害者手帳とマイナンバーのひも付け誤りが存在したと発表[345]。総数21,150件[346]のうち、ひも付け誤りは、県職員がリストの前後を取り違えて登録したものが113件、市町村の担当者がマイナンバーを間違え、県がそのまま登録したものが1件の計114件[347]。登録作業は職員1人のみで対応し、別の職員によるチェック等を行なっていなかった[348]。個人情報の流出は無い[349]。12月5日、身体障害者手帳6件、精神障害者保健福祉手帳7件のひも付け誤りを追加発表[350][351]。計127件。
  - 8月8日、奈良県は、身体障害者手帳とマイナンバーのひも付け誤り1件を発表[352][353]。2020年に県下の市町村が、手帳の交付申請書に誤ったマイナンバーを記入し、県がそのまま登録したもの。別人側に当たる人物は県によるひも付け登録の実施前に死亡していた。そのためマイナポータルは使用されず、結果的に個人情報の流出は無かった。8月24日、新たに県下の上牧町が県へ誤ったマイナンバーで申請していたことを発表[354][355]。計2件。
  - 8月8日、マイナンバー情報総点検本部第2回会議にて、障害者手帳情報に関しては「ひも付けの正確性が強く懸念される」として、手帳を発行する全ての自治体（都道府県47、市町村190。計237自治体）が個別データ総点検を行なうと決定した[266]。
  - 8月10日、山形県は、療育手帳情報とマイナンバーのひも付け誤りを発表[356]。ひも付け済みの9,025件を調査し、手帳番号自体の重複9件、同姓同名の取り違え2件、登録時の番号重複12件、計23件の誤りがあった[357][358]。11月28日、山形県は、療育手帳で1件、精神障害者保健福祉手帳で1件のひも付け誤りを追加発表[359]。どちらも親のマイナンバーにひも付けた事象[360][361]。計25件。
  - 8月10日、大阪府は、各種手帳とマイナンバーのひも付け誤りを発表[362]。療育手帳7件、精神障害者保健福祉手帳1件[363]。療育手帳は、手帳番号が5桁のものと、先頭が“0”の6桁のものがあり、システムへ登録した際に両者が同一のものと判断され、6桁の手帳を持つ者の情報が、5桁の者へひも付いた。精神障害者保健福祉手帳は、高槻市が別人のマイナンバーを記入して府へ手帳発行を申請し、府もそのままシステムへ登録したもの。個人が特定される情報の流出は確認されていない。12月12日、身体障害者手帳情報3件、療育手帳1件、神障害者保健福祉手帳6件、計10件のひも付け誤りを追加発表[364]。
  - 8月10日、大阪府枚方市は、身体障害者手帳とマイナンバーのひも付け誤り3件を発表。同じ世帯内の別人へひも付けた[365][366]。
  - 10月25日、愛媛県は、身体障害者手帳とマイナンバーのひも付け誤りが14件存在したことを発表[367]。県福祉総合支援センターでExcelの行ずれ登録5件、同じく県福祉総合支援センターで児童の登録にもかかわらず保護者のマイナンバーを登録4件、県障がい福祉課で生年月日の和暦西暦変換を誤り同姓同名の別人へひも付け1件、申請者が交付申請書へマイナンバーを誤記4件。閲覧可能な情報に特定の個人を識別できる情報は無く、閲覧履歴も無かった[368][369]。12月4日、精神障害者保健福祉手帳で4件のひも付け誤りを発表[370][371]。計18件。
  - 10月31日、群馬県は、身体障害者手帳で8件、精神障害者保健福祉手帳で4件のひも付け誤りを発表した[372]。身体障害者手帳8件は、受け付けた段階で申請書への記入ミスあるいは受付市町村のチェックミス。精神障害者保健福祉手帳4件は県での手帳発行時の入力ミス[373]。12月4日、ひも付け誤りの総件数を発表[374]。10月31日発表分と合わせ、身体障害者手帳29件、療育手帳8件、精神障害者保健福祉手帳20件、計57件となった[375]。
  - 11月2日、長野県は、県および県下の3市町（長野市、松本市、箕輪町）のマイナンバー情報総点検結果を発表。県が発行した身体障害者手帳で1件のひも付け誤りがあった[376][377]。点検対象は、県で106,361件、市町で52件[378]。
  - 11月9日、マイナンバー情報総点検本部の第4回会議にて、広島県で1件のひも付け誤りを発表[379]。12月12日、マイナンバー情報総点検本部の第5回会議にて、1件追加[68]。計2件。
  - 11月17日、長崎県が、身体障害者手帳3件、療育手帳1,979件、精神障害者保健福祉手帳12件、計1,994件のひも付け誤りを発表[380][381][382]。身体障害者手帳3件は、申請者からマイナンバーの提示がなく市町の職員が別人のマイナンバーを転記したもの。療育手帳は同姓同名・同一誕生日の人物への誤登録が1件、プログラムの設計誤りが1,978件。精神障害者保健福祉手帳は、申請者からマイナンバーの提示がなく市町の職員が別人のマイナンバーを転記したもの6件、マイナンバー変更後のひも付け不備2件、県の関連機関（長崎こども・女性・障害者支援センター）での誤り3件、文書保管期限超過による原因不明1件[383]。
  - 11月27日、北海道旭川市で、身体障害者手帳に1件のひも付け誤りがあったと報じられた[384][385]。12月12日、マイナンバー情報総点検本部の第5回会議にて掲出。
  - 11月29日、岡山県が、身体障害者手帳40件、療育手帳6件、精神障害者保健福祉手帳5件、計51件のひも付け誤りを発表[386][387][388]。県身体障害者更生相談所が15歳未満の児童の手帳情報を保護者のマイナンバーへひも付けたものが身体障害者手帳で28件。手帳交付申請者が書いた申請内容に誤りがあり市町村も確認不十分だったものが身体障害者手帳で10件、精神障害者保健福祉手帳で4件。マイナンバーひも付け開始時に県障害福祉課が誤ったマイナンバーを取得・ひも付けしたものが身体障害者手帳で1件、療育手帳で6件。県身体障害者更生相談所における登録ミスが身体障害者手帳で1件。県精神保健福祉センターにおける登録ミスが精神障害者保健福祉手帳で1件[389]。
  - 11月30日、栃木県が、身体障害者手帳15件、療育手帳1件、精神障害者保健福祉手帳16件、計32件のひも付け誤りを発表[390][391][392][393]。
  - 11月30日、岐阜県が、身体障害者手帳6件、療育手帳2件、計8件のひも付け誤りを発表[394]。
  - 11月30日、福井県が、身体障害者手帳5件のひも付け誤りを発表[395][396][397]。
  - 11月30日、鳥取県が、身体障害者手帳23件、精神障害者保健福祉手帳6件、計29件のひも付け誤りを発表[398]。
  - 12月1日、埼玉県が、療育手帳3件、精神障害者保健福祉手帳2件、計5件のひも付け誤りを発表[399][400]。12月6日、身体障害者手帳3件を追加発表[401]。計8件。
  - 12月1日、福岡県が、身体障害者手帳28件、療育手帳13件、精神障害者保健福祉手帳24件、計65件のひも付け誤りを発表[402][403]。
  - 12月1日、沖縄県が、身体障害者手帳1件のひも付け誤りを発表[404]。2024年1月16日、マイナンバー情報総点検本部の第6回会議にて、30件を追加発表[405][406][407]。計31件。
  - 12月4日、和歌山県が、身体障害者手帳4件、精神障害者保健福祉手帳5件、計9件のひも付け誤りを発表[408][409][410]。
  - 12月5日、愛知県が、身体障害者手帳23件のひも付け誤りを発表[411][412][413]。
  - 12月6日、千葉県が、精神障害者保健福祉手帳1件のひも付け誤りを発表[414][415]。
  - 12月7日、新潟県が、身体障害者手帳1件のひも付け誤りを発表[416][417]。
  - 12月7日、鹿児島県が、身体障害者手帳1件、精神障害者保健福祉手帳14件、計15件のひも付け誤りを発表[418][419][420]。
  - 12月11日、福島県が、精神障害者保健福祉手帳5件のひも付け誤りを発表[421][422][423]。
  - 12月11日、熊本県が、9件のひも付け誤りを発表[424][425]。
  - 12月12日、青森県が、精神障害者保健福祉手帳1件のひも付け誤りを発表[426][427]。
  - 12月12日、岩手県が、7件のひも付け誤りを発表[428]。
  - 12月12日、宮城県が、身体障害者手帳8件、精神障害者保健福祉手帳3件、計11件のひも付け誤りを発表[429][430][431]。
  - 12月12日、山梨県が、身体障害者手帳17件、精神障害者保健福祉手帳9件、計26件のひも付け誤りを発表[432]。
  - 12月12日、茨城県が、精神障害者保健福祉手帳2件のひも付け誤りを発表[433][434][435]。
  - 12月12日、東京都が、身体障害者手帳17件のひも付け誤りを発表[436]。内、1件は港区[437]。
  - 12月12日、佐賀県が、身体障害者手帳9件、精神障害者保健福祉手帳13件、計22件のひも付け誤りを発表[438][439]。
  - 12月12日、マイナンバー情報総点検本部の第5回会議にて、富山県で3件、島根県で5件、福岡県北九州市で3件、大分県大分市で1件のひも付け誤りを発表[68]。

### 住民税課税情報
- 2023年
  - 7月31日、沖縄県浦添市が、住民税課税情報に関してマイナンバーとのひも付け誤りを発表[440][441]。対象者は、他の自治体から転出・転入手続をせず（住民票を移さず）に浦添市内に居住する「住民登録外課税者[442]」。この場合、市が持つ住民基本台帳に情報が無く、マイナンバーを検索した際に、同姓同名、同性、同一生年月日の別人のマイナンバーをひも付けた[443]。マイナポータルにて住民税の課税情報（所得情報を含む）が別人側に閲覧された[444]。
  - 8月10日、大阪府四條畷市が、税関係情報とマイナンバーのひも付け誤り1件を発表[366]。住民税の特別徴収対象事業者が提出した給与支払報告書のマイナンバーに誤記があり（同一世帯の別人のマイナンバーが記載されていた）、市がそのまま登録したもの。
  - 8月10日、大阪府門真市が、税関係情報とマイナンバーのひも付け誤り1件を発表[366]。住民登録地が市外の者の課税台帳を作成する際、同姓同名・同生年月日の別人のマイナンバーをひも付けた。
  - 10月6日、マイナンバー情報総点検本部の第3回会議にて、沖縄県うるま市と福岡県八女市でそれぞれ1件の課税情報ひも付け誤りを発表[267][445][446]。
  - 11月9日、マイナンバー情報総点検本部の第4回会議にて、静岡県熱海市で1件の課税情報ひも付け誤りを発表[379][307]。

### 労災年金
- 2023年8月8日、厚生労働省は、徳島労働局鳴門労働基準監督署にて、労災保険の遺族補償年金情報とマイナンバーのひも付け誤りがあったことを発表[32]。2018年4月から5月頃に請求書原本を取り違えて誤登録。誤りに気付いて訂正を試みたが、担当者がシステムをマニュアル（労働基準行政システム機械処理手引）どおりに操作せず、誤登録分が削除されていなかった。その後、2019年11月に改めて署内で不一致を認識し、2022年9月には徳島労働局の労災補償監察で指摘されていたにもかかわらず、誤りを放置していた。2023年7月、情報修正完了。影響はマイナポータルへの表示のみ。労災年金の誤給付等は無い。
- 2023年11月9日、東京労働局新宿労働基準監督署[447][448]と神奈川労働局川崎北労働基準監督署[449]が、それぞれ1件のひも付け誤りを発表。
- 2023年12月12日、和歌山労働局御坊労働基準監督署[450][451]が、1件のひも付け誤りを発表。

### 児童手当
- 2023年8月10日、大阪府門真市が、児童手当情報とマイナンバーのひも付け誤り1件を発表。住民登録地が同市外の者を台帳に登録する際に、子供2人に同じマイナンバーを割り当てた[366][452]。
- 2023年11月30日、栃木県が、特別児童扶養手当の支給で5件、特別支援学校就学に必要な経費で8件のマイナンバーのひも付け誤りを発表[390][391]。

### 障害者支援

#### 障害支援区分認定情報
- 2023年10月6日、マイナンバー情報総点検本部の第3回会議にて、大阪府伊丹市で、障害福祉サービス受給者証情報（障害支援区分認定情報）のひも付け誤りが1件発生していたことを発表[267]。

#### 障害者自立支援に関する給付情報（精神通院医療）
- 2023年
  - 10月6日、マイナンバー情報総点検本部の第3回会議にて、島根県で、自立支援医療 (精神通院医療) のひも付け誤りが2件発生していたことを発表[267]。12月12日、第5回会議にて5件を追加発表。計7件[68]。
  - 11月9日、秋田県が、自立支援医療 (精神通院医療) におけるマイナンバーひも付け誤り18件を発表[334]。12月12日、1件を追加発表。計19件[337][338]。
  - 12月6日、静岡県が、自立支援医療 (精神通院医療) におけるマイナンバーひも付け誤り15件を発表[307]。
  - 12月7日、鹿児島県が、自立支援医療 (精神通院医療) におけるマイナンバーひも付け誤り111件を発表[418][419][420]。

#### 障害福祉サービス受給者証情報
- 2023年12月12日、マイナンバー情報総点検本部の第5回会議にて、大阪府伊丹市1件、岐阜県可児市4件、島根県雲南市1件の、障害福祉サービス受給者証情報ひも付け誤りを発表[68]。

### 生活保護
- 2023年
  - 10月6日、東京都大田区が、生活保護情報のひも付け誤りが5件発生していたことを発表[453]。
  - 11月9日、マイナンバー情報総点検本部の第4回会議にて、山形県山形市で2件の生活保護情報ひも付け誤りを発表[379]。
  - 11月9日、秋田県が、生活保護情報におけるマイナンバーひも付け誤り1件を発表[334]。
  - 12月12日、大阪府池田市が、生活保護情報におけるマイナンバーひも付け誤り7件を発表[454][455]。
  - 12月12日、マイナンバー情報総点検本部の第5回会議にて、島根県松江市7件の、生活保護情報ひも付け誤りを発表[68]。

### 医療費助成
- 2023年11月30日、栃木県が、難病患者に対する特定医療費の支給で66件、小児慢性特定疾病医療費助成の支給で7件のマイナンバーひも付け誤りを発表[390][391][456]。

## その他の誤登録事案
以下は、マイナンバー情報総点検本部が定義した29項目以外の誤登録事案。

### マイナポイント
- 2023年5月25日、総務省は、マイナポイントを別人へ付与した事案が全国90自治体で113件あったと発表した[457]。6月1日、総務省は本件事象が97自治体121件になったと発表[458]。6月9日、総務省は中間結果として本件事象が133自治体173件になったと発表した[459][460]。6月20日、最終結果として131自治体172件と発表[461][53][注 33]。同姓同名の別人へカードを誤交付しポイント付与に至った事例もある[506]。中間発表後に勘違いの訂正もあり、最終結果の件数は減少した[506]。8月23日、大阪府堺市がマイナポイント誤付与を発表[507]。8月25日、総務省は判明した誤付与が141自治体191件に増えたと発表した[508][509]。

マイナポイント事業では、「決済サービスIDが唯一の共通キーのため、仮に対象者（利用者）が誤って他人の決済サービスIDを登録しても、当該登録を正として扱う」とされており、利用者から「問い合わせ」があった場合のみマイナポイントの「利用停止」の処置を行うが、「利用停止」は月平均1,000件程度発生している。決済サービスのカードの盗難などが発生した場合でも、マイナポイント事業で使う決済サービスのID番号を変更することはできず、盗難にあった決済カードのID番号を使い続ける必要がある。
- 2023年8月8日、福島県福島市は、付与対象外の者2名へマイナポイントを付与してしまったと発表[513]。9月26日、京都府亀岡市が、システムのログアウト操作を失念し誤った者へポイントを付与したと発表[514]。9月29日、京都府亀岡市が再び誤付与事象を発表[515]。
- 2023年11月1日、茨城県常総市で、市民へマイナポイントが付与されない事象を発表。市役所石下庁舎において、スタッフが操作を誤った。付与予定だったポイント相当の7,500円を市が対象者へ支払う[516]

### 各種行政事務（総点検対象外）
- 2023年
  - 11月30日、鳥取県が、自立支援の受給者証のひも付け誤りが14件発生していたことを発表。総点検対象外[398]。
  - 11月30日、栃木県が、自立支援医療 (精神通院医療) 22件、生活保護情報3件のひも付け誤りを発表。いずれも総点検対象外[390][391][392]。
  - 12月5日、高知県が、精神疾患の通院医療費支給情報19件、指定難病の医療費助成の支給情報11件のマイナンバーひも付け誤りを発表。いずれも総点検対象外[517]。
  - 12月22日、宮崎県が、自立支援医療 (精神通院医療) で9件、生活保護情報で5件のマイナンバーひも付け誤りを発表。いずれも総点検対象外[325][326][327]。
- 2024年
  - 1月26日、沖縄県が、療育手帳のひも付け誤り30件を発表。総点検対象外の部分での検知[518]。
  - 2月26日、東京都目黒区が、生活保護情報で3件のひも付け誤りを発表[519]。
  - 3月1日、大阪府が、生活保護情報で1件のひも付け誤りを発表[520]
  - 3月5日、岐阜県が、障害者手帳に関し、県独自調査で新たなひも付け誤りを発表。身体障害者手帳6件、精神障害者保険福祉手帳1件、計7件。総点検対象外の部分での検知[521][522][523]。
  - 3月14日、沖縄県が、身体障害者手帳のひも付け誤り31件を発表。総点検対象外の部分での検知[524][525][526]。
  - 3月15日、静岡県は県独自の個別データ点検を開始する旨を発表[527][528]。3月19日、生活保護情報で14件のひも付け誤りを発表[529][530][531]。
  - 3月26日、愛知県が、身体障害者手帳情報に関し、県下の40市町で計95件のひも付け誤りがあったと発表[532][533][534]。総点検対象外の部分での検知。
  - 4月23日、福島県が、身体障害者手帳7件、精神障害者保健福祉手帳1件、療育手帳1件、合計9件のひも付け誤りがあったと発表[535][536]。総点検対象外の部分での検知。
  - 5月14日、奈良県が、精神障害者保健福祉手帳の情報785名分、計807件のひも付け誤りを発表[537][538][539]。総点検対象外の部分での検知。
  - 5月21日、宮城県が、県独自調査を行ない、新たに174件のひも付け誤りを発表。内訳は、高校などの就学支援金の支給で84件、身体障害者手帳と精神障害者保健福祉手帳で32件など[540][541]。
  - 6月14日、秋田県が、身体障害者手帳で1件のひも付け誤りを発表。潟上市から連携された情報に誤記があった[542][543]。
  - 7月5日、北海道滝川市が、母子健康手帳情報で1件、別の子の情報を連携していたと発表[544]。
  - 9月10日、長野県が、精神障害者保健福祉手帳6件、自立支援医療 (精神通院医療) 8件、身体障害者手帳31件、療育手帳6件、特別児童扶養手当4件、特別障害者手当2件、児童扶養手当1件、母子父子寡婦福祉資金1件、特別支援教育就学奨励費1件の9事務・計60件のひも付け誤りを発表[545][546][547]。
  - 11月26日、富山県が、身体障害者手帳15件、療育手帳2件、精神障害者保健福祉手帳12件、自立支援医療（精神通院医療）24件、計53件のひも付け誤りを発表[548][549][550]。
- 2025年
  - 1月22日、福井県が、身体障害者手帳12件、療育手帳1件、精神障害者保健福祉手帳1件、計14件のひも付け誤りを発表[551][552][553]。6件は県側のミス。8件は市町側のミス（坂井市3件、小浜市、鯖江市、永平寺町、若狭町、高浜町が各1件）[554]。
  - 3月14日、広島県が、療育手帳7件のひも付け誤りを発表[555]。
  - 5月19日、静岡県が、障害者手帳情報の障害部位を誤登録した。対象833件[556][557]。
  - 6月6日、愛知県が、療育手帳17件のひも付け誤りを発表[558][559]。県が別人のマイナンバーを登録したもの6件、市が別人のマイナンバーを県へ進達したもの1件、申請者の家族のマイナンバーを登録したもの10件[560]。

## マイナポータル連携不備

### ワクチン・予防接種履歴
- 2023年
  - 6月30日、埼玉県神川町が、2022年6月から1年以上に渡り、町民の新型コロナワクチン接種履歴データをマイナポータルへ連携していなかったと発表。7月3日にマイナポータルへ連携し解消[561]。住民からの指摘により発覚したもの[562]。
  - 7月18日、宮城県富谷市は、2021年1月7日以降、2年半以上に渡り、市民の予防接種履歴がマイナポータルへ連携されていなかったと発表[563]。対象の予防接種は四種混合や日本脳炎など11種類・約2万件、対象者は7,987人[564]。委託業者がシステム改修時に誤って自動連携を停止したことが原因[565]。6月に市民からの問い合わせで発覚[566]。不具合は一旦解消したが確認に時間を要し、7月19日に連携を再度停止した[567][568]。11月13日、約4ヶ月ぶりに閲覧を再開した[569][570]。
  - 7月19日、福岡県北九州市が、市民の新型コロナワクチン接種履歴、約295万件全てをマイナポータルへ登録していなかったことが判明[571][572]。
  - 8月1日、宮城県石巻市は、2022年6月7日以降、約1年2ヶ月の間、新型コロナワクチン接種履歴と他の19種類全ての予防接種履歴をマイナポータルへ連携していなかったと発表[573]。同県富谷市の事象を受けて調査したところ判明。原因は石巻市側のシステム不備。6月28日に改修完了[574]。対象者は91,741人、162,382件[575]。

### 医療費情報
- 2023年
  - 2月17日、徳島市が国民健康保険加入者の2022年12月分と2023年1月分の医療費情報をマイナポータルへ連携していなかったと発表[576]。2月20日復旧[577]。確定申告に影響があり、再申告が必要な場合がある[578]。
  - 2月28日、18道県60市町村の国民健康保険加入者の医療費情報が閲覧できない状況となった[579][580][581]。
- 2024年
  - 2月29日、島根県国民健康保険団体連合会が、島根県内の市町村国民健康保険、島根県医師国民健康保険組合の加入者について、2023年12月分の医療費情報をマイナポータルへ連携していなかったと発表[582]。確定申告に影響があり、再申告が必要な場合がある[583]。
  - 2月29日、沖縄県国民健康保険団体連合会が、同県の後期高齢者医療制度の被保険者について、2022年1月分と2023年12月分の医療費情報をマイナポータルへ連携していなかったと発表[584][585]。確定申告に影響があり、再申告が必要な場合がある[583][586]。